# Reinbach (Ahr)
Der Reinbach (auch Reiner Bach) ist ein linker Zufluss der Ahr in Südtirol, Italien. Er entspringt im Naturpark Rieserferner-Ahrn oberhalb von Rein in Taufers und durchfließt das Reintal und die Tobel-Schlucht mit den Reinbachfällen. Er mündet bei Sand in Taufers in die Ahr und entwässert weiter über Rienz, Eisack und Etsch in die Adria.
Der Reinbach ist vor allem bekannt für seine spektakulären drei Wasserfälle im Ortsteil Winkel (Kematen) von Sand in Taufers. Der obere und der mittlere Reinbachfall haben eine Höhe von etwa 50 m, der untere von etwa 10 bis 15 m. Die untere Fallstufe befindet sich unter einem nördlich aufragenden, mächtigen Felskopf, der aufgrund seiner anthropomorphen Ausformung von den Einheimischen bisweilen als „Christuskopf“ bezeichnet wird.
Während die unteren beiden Fälle natürlichen Ursprungs sind, ist die obere Fallstufe Ergebnis einer partiellen Ableitung des Reinbachs zur elektrischen Energieerzeugung (Toblwerk).

## Franziskusweg
Die drei Wasserfälle sind durch einen Wanderweg erschlossen, der entweder aufsteigend von Winkel oder absteigend vom Tobel begangen werden kann. Entlang des Weges ist 1985 ein dem hl. Franziskus gewidmeter Stationenweg errichtet worden, der in der ehemaligen Burgkapelle am sogenannten Kofel oberhalb des Tobels endet.

## Galerie

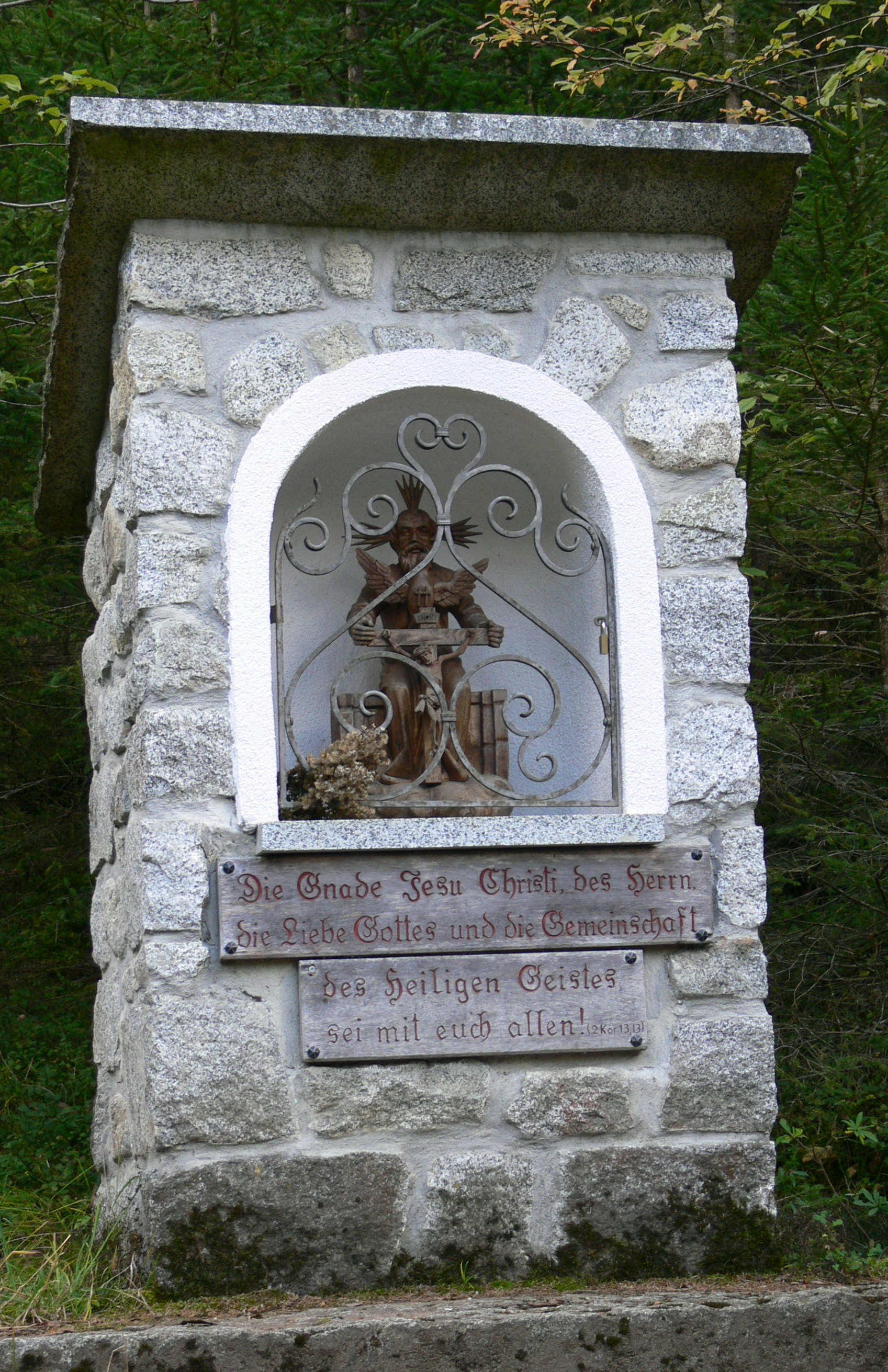
Beginn des Franziskuswegs
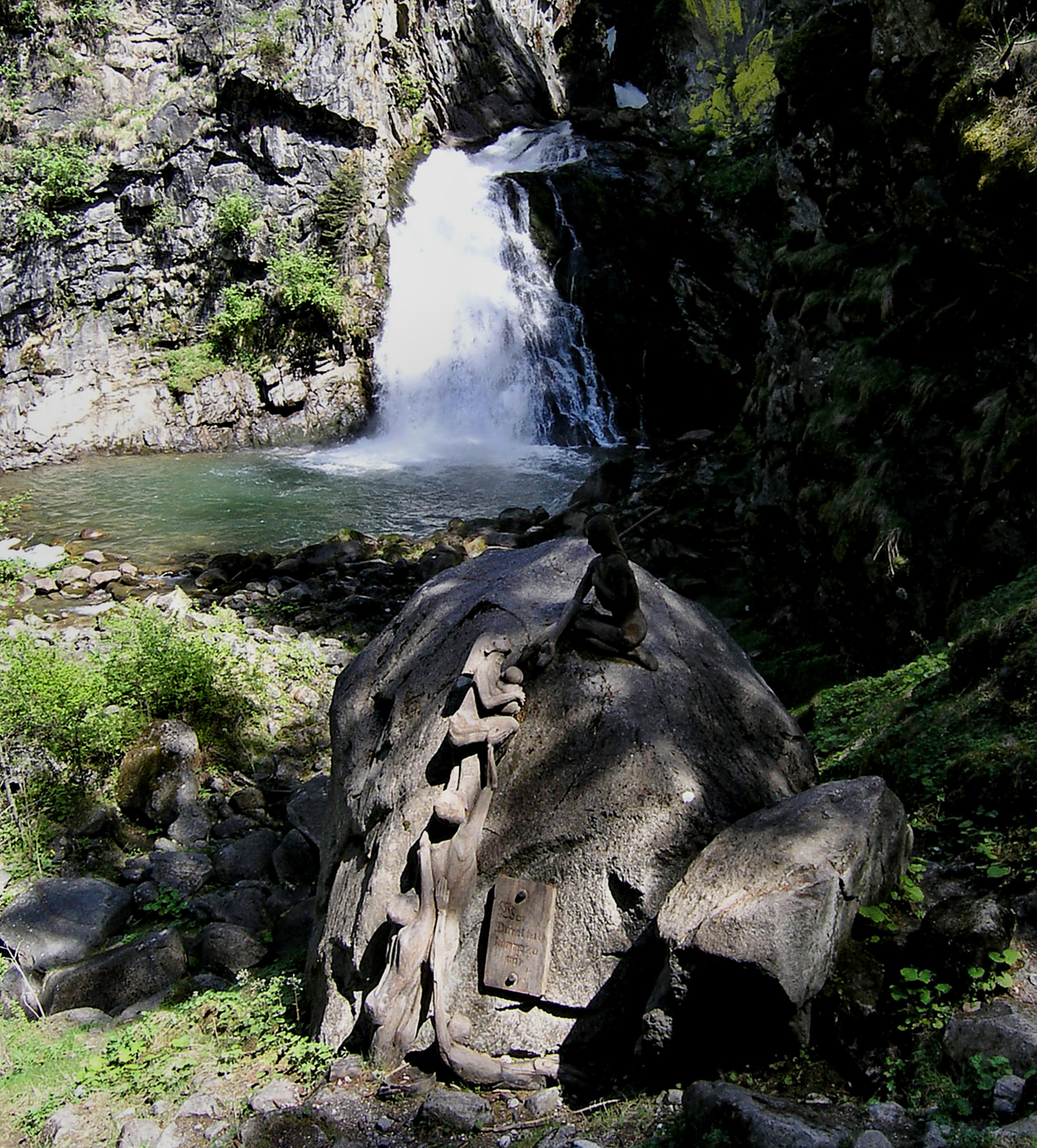
Unterer Fall mit Franziskus-Station (Sintflut)
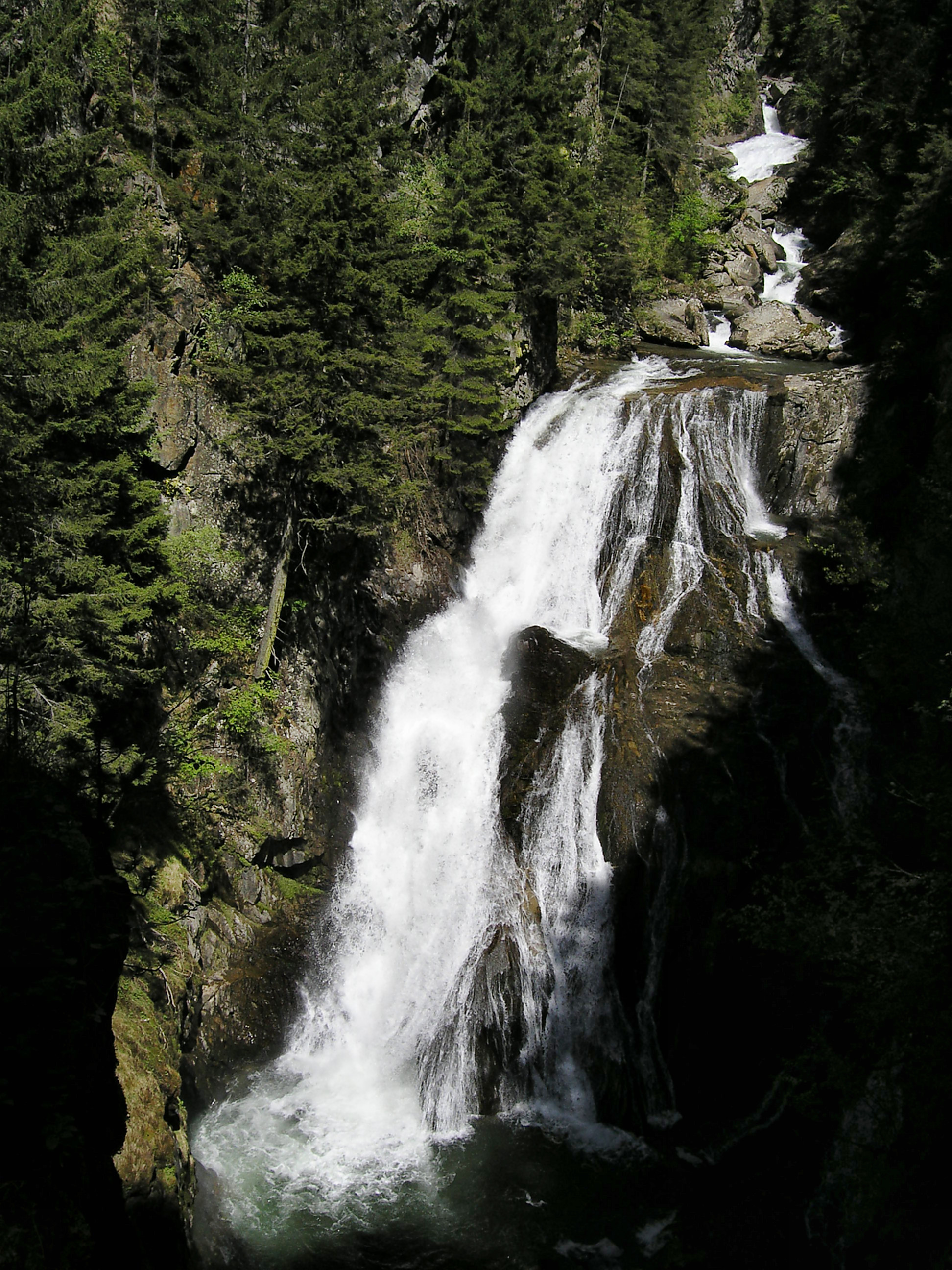
Mittlere Fallstufe
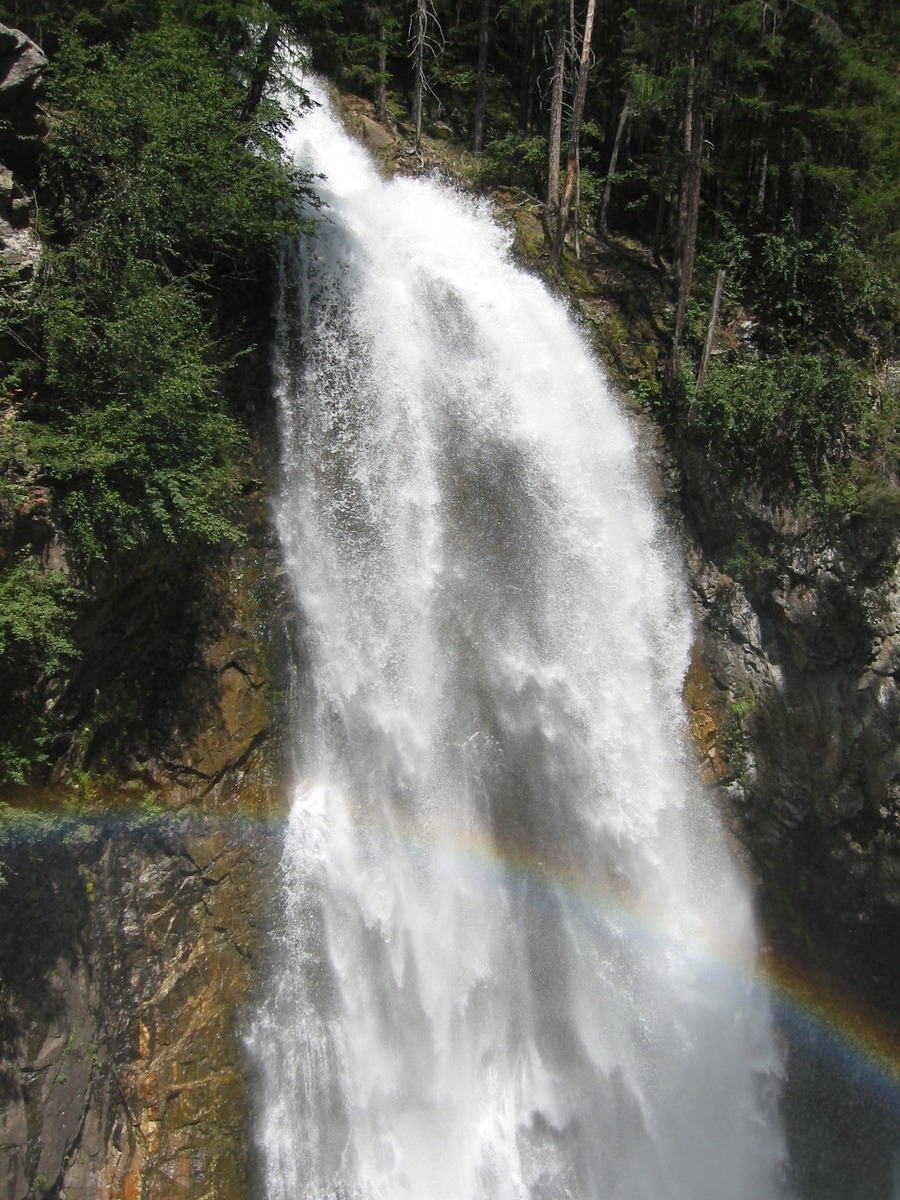
Oberste Fallstufe
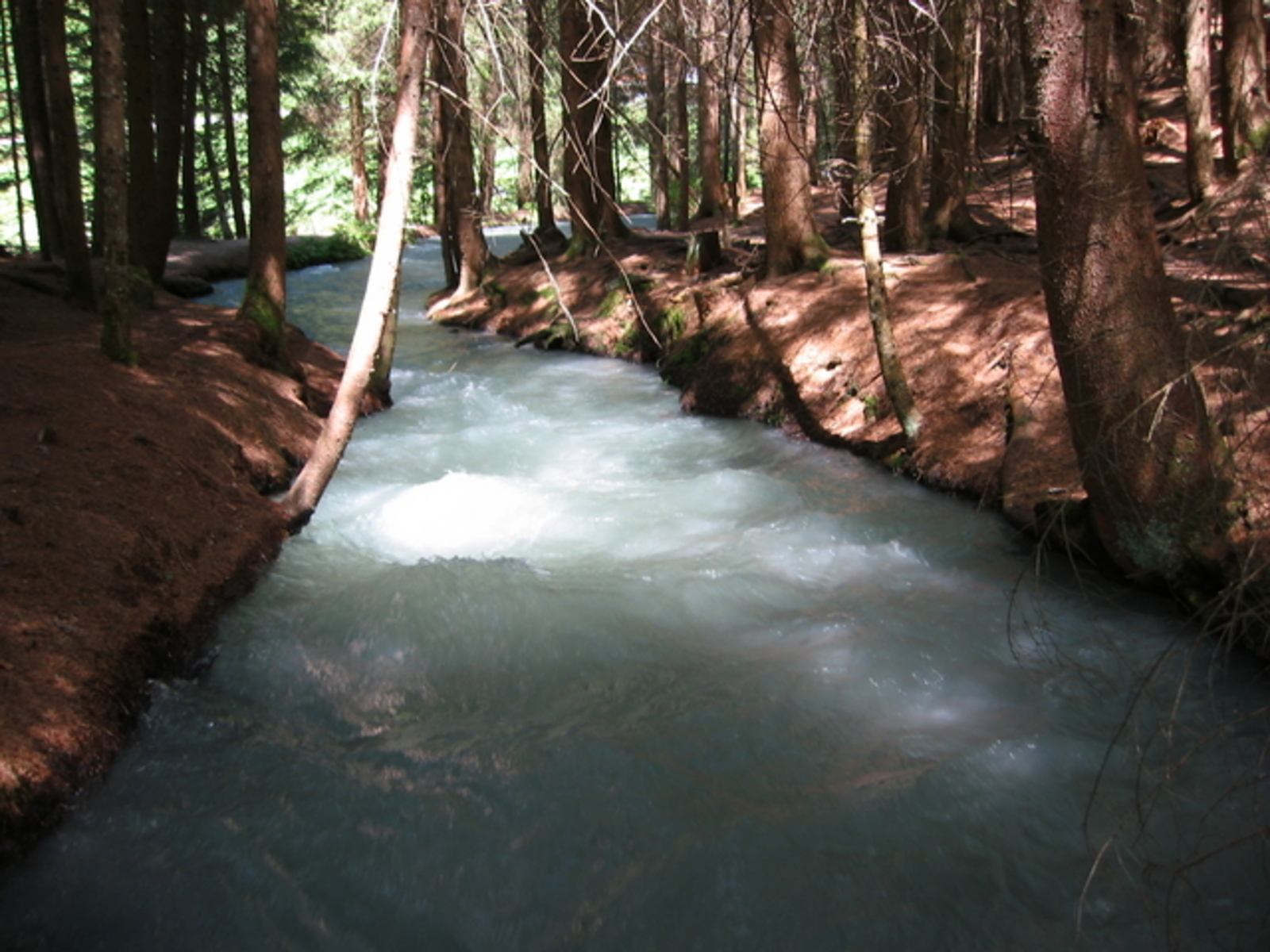
Strömung zum oberen Wasserfall